# Acido fenilarsonico
L'acido fenilarsonico è il composto organico di formula C6H5AsO(OH)2 in cui l'anello aromatico del radicale fenile è legato all'atomo di arsenico di un gruppo [AsO(OH)2].
A temperatura ambiente si presenta come un solido incolore.
L'acido fenilarsonico è tossico e molto pericoloso per l'ambiente, soprattutto per gli organismi acquatici, dove può provocare effetti deleteri a lungo termine; può essere assorbito dall'organismo per l'inalazione dei suoi vapori e per ingestione.